# Цицерс
Цицерс (на немски: Zizers) е курортен град и община в Източна Швейцария. Разположен е в долината на река Рейн на 6 km на север от град Кур и на 6 km на юг от град Игис. Първите сведения за града като населено място датират от 824 г. Има жп гара. Населението му е 3197 души по данни от преброяването през 2008 г.